# Guido von Call
Guido von Call, plným jménem Guido svobodný pán von Call zu Rosenburg und Kulmbach, též Guido Call zu Rosenburg (6. září 1849 Terst – 12. května 1927 Štýrský Hradec), byl rakousko-uherský diplomat a předlitavský politik. Jako absolvent diplomatické akademie působil od mládí ve službách ministerstva zahraničí, později byl vyslancem v Bulharsku (1895–1900) a velvyslancem v Japonsku (1909–1911). Mezitím v letech 1900–1905 zastával funkci ministra obchodu v rakouské vládě.

## Biografie

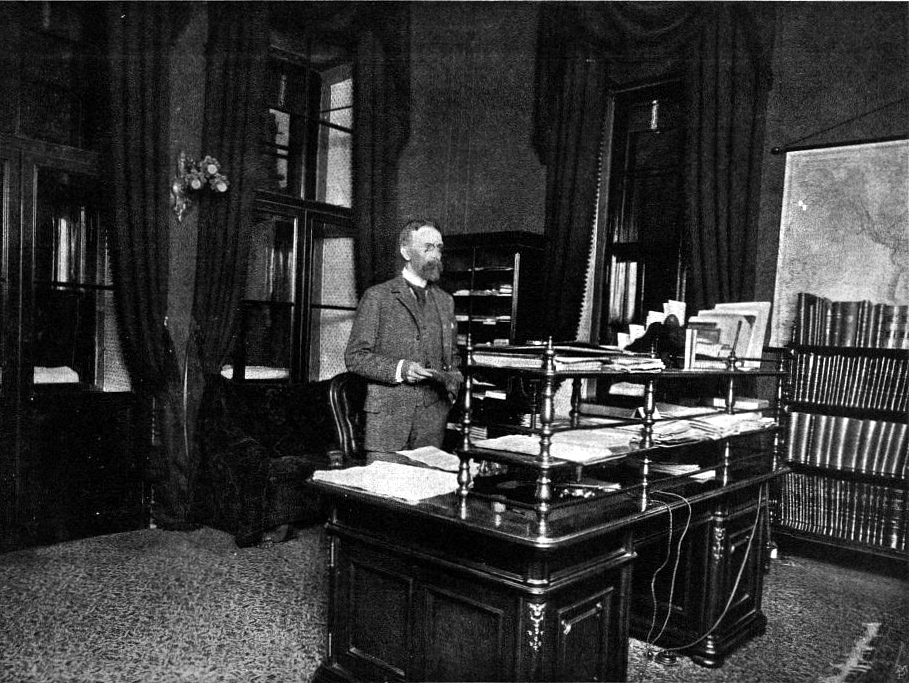
Guido von Call ve své kanceláři na ministerstvu obchodu (1901)

Pocházel ze staré šlechtické rodiny nobilitované v 17. století, byl synem právníka a místodržitelského úředníka Adolfa Calla (1819–1877), v roce 1849 byl rod povýšen do stavu svobodných pánů. Guido studoval v letech 1869–1871 na Orientální akademii ve Vídni, úřednickou praxi absolvoval u okresního soudu ve Vídni (1872) a poté vstoupil do diplomatických služeb. Jako konzulární elév začínal v Teheránu, od roku 1875 dlouhodobě působil na ambasádě v Istanbulu, kde vystřídal nižší posty attaché, legačního sekretáře a nakonec od roku 1892 velvyslaneckého rady. V této pozici byl v roce 1894 přeložen do Berlína. V letech 1895–1900 generálním konzulem v Sofii, respektive vyslancem a zplnomocněným ministrem v Bulharsku.
Vrchol jeho politické kariéry nastal na počátku 20. století, kdy se za vlády Ernesta von Koerbera stal ministrem obchodu. Na tomto postu setrval i v následné druhé vládě Paula Gautsche. Funkci zastával v období 19. ledna 1900 – 11. září 1905. Podílel se na výstavbě železniční tratě Tauernbahn a na budování přístavu v Terstu.
Z funkce ministra obchodu odešel na vlastní žádost v září 1905 a v následujícím roce se vrátil do služeb ministerstva zahraničí, kde byl jmenován prvním sekčním šéfem. V lednu 1909 byl delegován jako velvyslanec pro Japonsko a zároveň diplomatický zástupce pro Siam. V Tokiu byl přijat se značným respektem, protože vysláním dlouholetého zkušeného diplomata a bývalého ministra vlády deklarovala Rakousko-uherská monarchie zvýšený zájem o Dálný východ. O dva roky později požádal Call o uvolnění z funkce z rodinných důvodů a vrátil se do Vídně. Od roku 1916 žil ve Štýrském Hradci, kde pak v letech 1924-1927 zastával pozici viceprezidenta finančního ústavu Steiermärkische Sparkasse.

## Tituly a ocenění
Během své diplomatické a politické kariéry získal řadu vyznamenání v Rakousku-Uhersku i v zahraničí. Jako ministr obchodu obdržel v roce 1900 titul c. k. tajného rady s nárokem na oslovení Excelence. Získal také čestné občanství v několika městech (Lovran, Prägraten, Virgen).

### Rakousko-Uhersko
- velkokříž Leopoldova řádu (1905)
- Řád železné koruny I. třídy (1904)
- velkokříž Řádu Františka Josefa (1899)
- Jubilejní pamětní medaile (1898)
- Řád železné koruny III. třídy (1894)

### Zahraničí
- velkodůstojník Řádu čestné legie (Francie)
- rytíř Řádu sv. Anny I. třídy (Rusko)
- Řád červené orlice I. třídy (Německo)
- Řád pruské koruny II. třídy (Německo)
- Řád sv. Mořice a Lazara (Itálie)
- rytíř Řádu sv. Michaela (Bavorsko)
- rytíř Řádu Karla III. (Španělsko)
- rytíř Řádu Vasova (Švédsko)
- rytíř Řádu Albrechtova (Sasko)
- Řád Medžidie I. třídy (Osmanská říše)
- Řád Osmanie II. třídy (Osmanská říše)
- Řád lva a slunce I. třídy (Persie)
- Řád zähringenského lva (Bádensko)
- velkokříž Řádu sv. Alexandra (Bulharsko)
- velkokříž Královského řádu za občanské zásluhy (Bulharsko)
- komandér Řádu svatého Řehoře Velikého (Papežský stát)
- komandér Řádu Spasitele (Řecké království)

V roce 1876 se ve Štýrském Hradci oženil s baronkou Klarou von Schmidburg (1851–1939), dcerou generálmajora a c. k. komořího barona Rudolfa Schmidburga (1810–1902). Z jejich manželství se narodily tři děti, syn Rudolf a dvě dcery.